# Спиридон (Ермогенус)
Митрополит Спиридо́н (греч. Μητροπολίτης Σπυρίδων, англ. Metropolitan Spyridon в миру Пантелеимон Ермогенус греч. Παντελεήμων Ἑρμογένους; 17 февраля 1927, Арадиппоу, Ларнака — 27 мая 2012, Аделаида) — епископ ИПЦ Греции (Синод Хризостома); бывший митрополит Австралийский и всей Океании (2006—2007).

## Биография
Родился 17 февраля 1927 года в местечке Арадиппоу на Кипре.
Принял монашеский постриг в монастыре Ставровуни на Кипре, откуда вместе с девятью другими монахами перешёл в Спасо-Преображенский монастырь в Куварасе в Аттике. Там был пострижен в великую схиму и был помощником протосингела Евгения Томброса.
Позднее вместе с другими монахами присоединился к юрисдикции ИПЦ Греции (Синод Хризостома).
20 марта 1950 года епископом Кикладским Германом был рукоположен в сан иеродиакона.
В мае 1962 года епископом Талантийским Акакием был хиротонисан во иеромонаха.
В конце 1960-х уехал в США, где 28 февраля 1969 года был рукоположен в епископский сан в Покровском соборе г. Чикаго, архиепископом Чикагским Григорием (Огийчуком) и архиепископом Южноамериканским Алексием (Пилипенко) с Украинской автокефальной православной церкви (соборноправной), после чего отбыл в Австралию, где с 18 марта 1970 года служил в так называемой Автокефальной греческой церкви. Позднее отказался от руководства и продолжал служить по старому стилю как частное лицо в часовне в Аделаиде.
Летом 2006 года подал прошение о принятии его в юрисдикцию Синода противостоящих, который своим решением от 5/18 сентября 2006 года принял его в свой состав, учредив на континенте Австралийский экзархат. 16/29 октября 2006 года в Соборе святого Григория Богослова в Мельбурне состоялся чин его интронизации. Однако, уже в августе 2007 года сложил с себя полномочия экзарха и ушёл на покой по состоянию здоровья.
Скончался 13/26 мая 2012 года в Аделаиде и был погребён на кладбище Dudley Park.